# 진 여후
진 여후(晉厲侯)는 중국 서주 시대 진나라의 제5대 임금이다. 이름은 복(福)이다.

## 생애
아버지 진 성후의 뒤를 이어 진후가 되었으며, 아들 의구(宜臼)가 뒤를 이어 진 정후가 됐다.
1992년, 산시성 취워현 추춘(曲村) 진 베이자오(北趙) 촌에서 서주 시대의 묘지가 발굴되었는데, 이 중 주 효왕 · 주 이왕 때에 재위한 것으로 추정되는 ‘진후 북마’(晉侯僰馬)의 묘가 여후의 묘로 여겨진다. 혹 이 묘에 기록된 ‘북마’를 여후의 자로 보기도 하며, 반대로 ‘북마’가 여후의 이름이고, 《사기》에 기록된 ‘복’을 자로 추정하기도 한다.